# 邦联条例
《邦联条例》（英語：Articles of Confederation），全称《邦联和永久联合条例》（Articles of Confederation and Perpetual Union），是美利堅合眾國13个创始州共同承认并遵守的第一部宪法或宪制性文件。
条例是在1776年至1777年间由第二届大陆会议提出并着手起草，于1777年投入使用，但直到1781年才被邦聯的13个構成州正式批准。宪法赋予大陆会议领导美国独立战争、与欧洲进行外交、解决领土纠纷以及与印第安人关系的权利。它的制定，用法律手段把实际上由13个独立国家组成的名为国家实为反英政治军事同盟固定下来。然而，其结构的不完善是历届领导者的顾虑。最终在1789年被《美利堅合眾国宪法》所取代。

## 背景
在1754年北美各殖民地领导人出席的奥尔巴尼会议上，本杰明·富兰克林提出了倡导美利坚合众国大联合思想的“奥尔巴尼联盟” 计划。自此之后，政治领域对联盟的呼声也日益强烈。
从1775年起开始担任临时政府的大陆会议提出各州建立自己的政府与宪法。但事实情况并不容乐观，不同的州之间的宪法编写进程大相径庭，有些条例模糊而不规范。领导人们意识到，美利坚合众国应该拥有一套正式、为其量身打造的宪法。民众们也发现，只有州与州团结的更加紧密、成为一个整体，国家才可以争取更多的权利，取得更大的成就。
在这种内外局势下，由第二届大陆会议提出并着手起草的13州邦聯憲制性文件——《邦联条例》，逐于1776年应运而生。

## 条例的起止
出于对“一个保障美利堅独立、自由及主权完整的联邦计划”的需要，第二次大陆会议提出了《邦联条例》。在战争之后，一些民族主义者，尤其是那些曾经效力于大陆军的战士，控诉对于一个实际的政府来说，没有总统、没有执行机构、没有司法和不计税基础的邦联条例太过无力。缺乏税基意味着没有办法可以还清在战争时代积累的债务，只能向各州尋求資金，但往往很难得到。
1788年，邦聯議會批准《美利堅合眾国宪法》代替《邦联条例》。1789年，新的政府开始运作。

## 条例的签署、批准

### 拟定
1777年，大陆会议开始准备邦联条例。
“允许我们所认真推荐的这个条例来引起各州立法机关立即的冷静的关注。让他们冷静地设想一下，在一个必须团结我们所有的议会，用我们所有的力量维护和捍卫我们共同的自由的信念下，将多种情感和被划分为不同主权的大陆的利益相结合所具有的难度......”
而直到13个構成州都正式批准，邦联条例才生效。

### 签署人及各州正式批准
| 州名         | 正式批准时间   | 签署人姓名                                                                               |
| 新罕布什尔州 | 1778年3月4日   | 乔赛亚·巴特利特，小约翰·温特沃斯                                                         |
| 马萨诸塞州   | 1778年3月10日  | 约翰·汉考克，塞缪尔·亚当斯，埃尔布里奇·格里，弗朗西斯·达纳，詹姆斯·洛弗尔，塞缪尔·霍尔滕 |
| 罗德岛州     | 1778年2月9日   | 威廉·艾勒里，亨利·马尔尚，约翰·柯林斯                                                    |
| 康涅狄格州   | 1778年2月12日  | 罗杰·谢尔曼，塞缪尔·亨廷顿，奥利弗·沃尔科特，提图斯·霍斯默，安德鲁·亚当斯                |
| 纽约州       | 1778年2月6日   | 詹姆斯·杜安，弗朗西斯·刘易斯，威廉·杜尔，古福尼尔·莫里斯                                 |
| 新泽西州     | 1778年11月19日 | 约翰·威瑟斯庞，纳撒尼尔·斯卡德                                                           |
| 宾夕法尼亚州 | 1778年3月5日   | 罗伯特·莫里斯，丹尼尔·罗伯杜，乔纳森·贝雅德·史密斯，威廉·克林甘，约瑟夫·里德             |
| 特拉华州     | 1779年2月1日   | 托马斯·麦基恩，约翰·迪金森，尼古拉斯·范·戴克                                             |
| 马里兰州     | 1781年3月1日   | 约翰·汉森，丹尼尔·卡罗尔                                                                 |
| 弗吉尼亚州   | 1777年12月15日 | 理查德·亨利·李，约翰·班尼斯特，托马斯·亚当斯，约翰·哈维，弗朗西斯·莱特福特·李            |
| 北卡罗来纳州 | 1778年4月5日   | 约翰·潘，科尼利厄斯·哈尼特，约翰·威廉姆斯                                                |
| 南卡罗来纳州 | 1778年2月5日   | 亨利·劳伦斯，威廉·亨利·德雷顿，约翰·马修斯，理查德·赫特森，小托马斯·海沃德               |
| 佐治亚州     | 1778年2月26日  | 约翰·沃尔顿，爱德华·特尔菲尔，爱德华·兰沃西                                              |

这个过程停滞了几年，一些州拒绝撤销其在西部土地债权。马里兰州一直抵制《邦联条例》，直到到弗吉尼亚州和纽约州同意放弃其在俄亥俄河流域的债权。经过了三年多的时间，在1781年3月1日，马里兰州批准了《邦联条例》。
与此同时，条例还为魁北克省（即加拿大）预留了邦联中的一席，如果它申请加入，则立即准予其加入并享有与其他州相同权力。但是加拿大并没有加入。在随后的宪法中，并没有保留如此特殊的条款。

## 条例简述
原本五页的邦联条例包含了一个序言、13项条例、一个总结和一个署名的部分。以下是13项条例的简略内容。
1. 本邦联定名为“美利坚合众国”。
2. 除由邦联议会通过的决议之外，各州均保留其主权、自由、独立以及所有的司法权、权利、权力。
3. “美利坚合众国”是一个坚固的、友好的联盟，是签署此条例的各州基于共同的防卫、自由的保障和彼此间与全民的福利决定成立的。联盟中的各州都有义务彼此帮助抵御武力侵袭和发动攻击。
4. 除乞丐、流浪者和逃犯之外，任何合众国自由民都享有自由进出其他州的权利并享有所在州居民同等的权利。如果某州的罪犯外逃到其他州，这名罪犯将会被移送回犯罪发生州，并在该州接受审判。
5. 每个州均可指派2-7名邦联议会代表。这些代表由各州的立法机关指派，可以行使该州在邦联议会上的一票投票权。在六年一届的邦联议会期间，任何人担任代表不得超过三年。
6. 只有中央政府才能行使外交和对外宣战的权力。如果没有邦联议会的许可，任何一个州均不得拥有基本需求之外的战舰和军队，也不得参与任何战事。但各州应有一支纪律严明、武装精良的民兵。
7. 各州为共同防务所征召的陆军，其所有上校级及以下军官，均由征召或负责指挥的各州立法机关进行任命。在军官有缺少时，由原先任命的各州补足。
8. 美利坚合众国的各项开支由各州立法机关收取的费用来支付，分摊到各州的比例由各州境内土地价值决定。
9. 除第六条中所述情况外，合众国邦联议会拥有如下权力：对外宣战、设置汇率和发行货币、最终判定各州之间的不同意见。同时，邦联议会有权在一年内任何时期休会，但每次休会不得超过六个月。
10. 在邦联议会休会期间，经过九个州同意赋予邦联议会的权力，应由合众国各州或任意九个州所组成的委员会来行使。若该权力被规定需要九个州一致同意才能使用，委员会便不得行使该项权力。
11. 如果英属殖民地魁北克省（即加拿大）申请加入本邦联，准予其加入并可享受本邦联的各项權益。对于其他殖民地，需经过九个州一致同意，否则不准予其加入。
12. 在邦联条例颁布之前，所有由大陆会议或以大陆会议名义发行的钞票、所借款项及所负债务，均由合众国来承担。
13. 本条例永久存在，除邦联议会同意并经各州立法机关批准外，不得于任何时间对本邦联条例作任何修正。

## 条例的作用

### 军事方面
条例从法律上支持大陆会议对大陆陆军的领导，使得邦聯可以在对抗欧洲军队时组织起一条统一的战线。然而在作为维护政府统治的暴力工具，大陆陆军可以说是一支失败的军队。历史学家布鲁斯·查德威克写道：
因为大陆会议对军队的羸弱控制，陆军甚至几度在战争期间的冬季濒临解散……。大陆代表无法组织起有效的征兵，乃至不得不向各州请求部队和民兵的支援。条例虽然赋予了大陆会议征召军事物资和粮草的权力，但是大陆会议不可以强迫任何一方向其提供军费，这直接导致陆军曾几度在冬季面临断粮。
条例被通过以前，大陆军许诺向陆军士兵终身的半薪养老金。然而大陆会议却无权力强迫各州为这项许诺提供资金，尤其是在约克镇围城战役、战事慢慢尾声之后，各州对邦联军队的支持愈发敷衍。后来成为宪法颁布后第一位美利堅战爭部部长的亨利·诺克斯将军，就曾多次指责条例和会议在提供军费方面的羸弱。
在费城制宪会议召开四年以前，诺克斯就曾在写给古福尼尔·莫里斯的信中建议美利堅的政客们号召起希望改变的人民废除羸弱的邦联条例，制定更好的宪法。
战争胜利以后，大陆军进入了一种几乎解散的状态。只有很小一部分的邦联武装用于抵抗邦联前线美洲原住民的骚扰。与此同时，每个州都保有自己的陆军或民兵，其中11个州还保有海军。
战时大陆军向士兵承诺的金钱与土地奖励未能兑现。1783年，在乔治·华盛顿成功平息了因公务员薪金得不到支付而爆发的纽堡阴谋（Newburgh conspiracy）后，在缺少薪水的宾夕法尼亚老兵中爆发的暴动最终迫使大陆会议暂时离开费城。
条例在军队维护上的无力使得邦联不得不频繁向各州请求军队援助，但援助却只能是各州自愿性的。在1788年关于新宪法的辩论中，联邦派（支持新宪法的一方）认为州级政府只单方面选择是否给予陆军援助是不合理的，因为大陆陆军无条件保护了全邦联的安全。而联邦派的反对者认为州级政府有权自行解读其对邦联的义务，并在邦联政府决定符合本州利益时为邦联提供援助。

### 外交政策
即使是在1783年战争结束后，邦联政府仍没有足够的实力开展外交工作。举例而言，邦联政府就一直未能筹措资金建立海军，用以抵抗柏柏爾海盗。在1786年，托马斯·杰弗逊在他给詹姆斯·门罗的信件中就曾指出：“政府总是以財力空虚作为所有的借口。然而財力在现有的制度下永远不可能充实起来，除非政府表现出其强硬的一面。”
不仅如此，邦联政府与西班牙签订的《杰伊-高多奇条约》同样表现出了邦联在外交上的羸弱。条约中，美利堅需要放弃密西西比河30年的使用权，这意味着阿巴拉契亚山脉以西的居民将面临极大的生存威胁。最终，条约因为巨大的反对声从未被真正被批准。此外，邦联政府甚至不能够驱逐英国陆军离开协议中已规定属于邦联的边界领域，这种违背《巴黎条约》的做法直到新宪法颁布后的1795年，才在《杰伊条约》中被废止。

### 税收与商业
在条例施行期间，邦联的权力受到了极大的限制。没有强制力量可以保证大陆会议的决议得以施行。任何决议都需要获得13个州的一致通过后才能得以实施。
会议没有任何征收税赋的权力，而陷入只可以向各州请求资金的窘境。各州往往不能全额满足会议的请求，使得会议与大陆军长期处于资金匮乏的状态。会议为筹集资金，印发了大量纸币，使得大陆美金大幅贬值。这在1779年华盛顿写信给时为大陆议会主席的约翰·杰伊可见一斑。华盛顿写道："一车的钱现在只够购买一车口粮的了"作为应对，杰伊在五月向各州请求45万美元的资金援助。在向各州发送的请求信中，杰伊写道：“税收是‘为了拥有自由、和平以及你和你子女的安全所必须付出的价格’。”
另外各州拥有关税权，并且各州之间也互征关税。
会议同时还不拥有规定任何国际贸易与州际贸易的权力，所有的州仍保有控制本州贸易的权力。革命战争期间，各州及邦联政府都积累下高额的债务，如何偿还战争债务成为了战后美利堅政界主要争论的议题。最终只有部分州偿还了全部战争债务。债务偿还问题也成为组织宪法议会过程中的主要议题。

### 邦联的成就
虽然羸弱，邦联会议还是执行了两项具有深远意义的举措：1785年的《官地条款》 以及《西北土地法令》。这两项条款创造了地方政府制度，为后来新加入的州设定了范本，规定土地以可用单元作为划分，将城镇区域的土地辟为公用。由邦联政府创造的这一土地系统强烈区别于欧洲的殖民地系统，并为19世纪中期美利堅的国土扩张提供了制度基础。

## 条例时期的美利堅
和平条约使美利坚合众国真正成为了独立、和平的联邦，但是政府的结构未能确定。条例设想了一个永久性的邦联，但却只赋予唯一的邦联性组织——邦联议会——很少的权力用于征收金钱、保障会议决定的执行。当时的美利堅甚至不存在邦联级的领导人和法院 。尽管历史学家们普遍认为，邦联条例是一份过弱的条例，不能将快速成长的美利堅有效地统一起来，但是它在解决西部大问题方面卓有成效。在条例施行期间，各州开始自愿地将土地控制权交付邦联。
1783年，英国对美利堅的制裁宣布结束，新兴的美利堅迅速走上了快速发展的繁荣之路。然而，美利堅的贸易机会仍然受到英国与法国商业保护主义的限制。与此同时，在英国商品随着制裁结束开始向美利堅输出，新兴的美利堅制造商突然暴露于英国商品的竞争之下，激起了本土商人的不满。此外邦联议会在偿还战争债务、组织州际经济合作的无能，愈发深化了社会对邦联议会的不满情绪。个别州开始出现政局不稳与呼吁免除税赋的抗议活动。1786年到1787年间，美利堅爆发了史称“谢伊斯起义”的农民运动， 这场农民运动源于马萨诸塞州西部农民对州立法院系统的抗议，最终直接威胁到了的州立政府的稳定。
大陆会议印发的纸币，由于严重贬值，很快便不再被人民作为通货使用，并留下了“not worth a continental（连一个大陆币都不值）”的美利堅谚语。1781-1784年间美利堅的实际财政收入不足150万美元，尽管光1783年的财政预算就达200万美元。
大陆会议期间，政府对私有财产和国家资源的保护也是聊胜于无。土地投机商甚至无法在土地买卖中获得利益，因为政府没有足够的力量捍卫国家的边界，抑或是保证边界民众的安全。
修订条例的呼声越来越高。亚历山大·汉密尔顿在作为华盛顿的首席副官时将美利堅人民的这一愿望转化为了现实。在汉密尔顿的领导下，一批同样致力于修订条例的爱国人士在得到华盛顿的授权后，于1786年在马里兰州的安纳波利斯召开安纳波利斯会议向邦联议会提出了召开制宪会议请求，期望扭转美利堅在邦联议会管理下长期危机的情况。最终在1787年5月到9月间，制宪会议于费城召开。

## 条例原稿

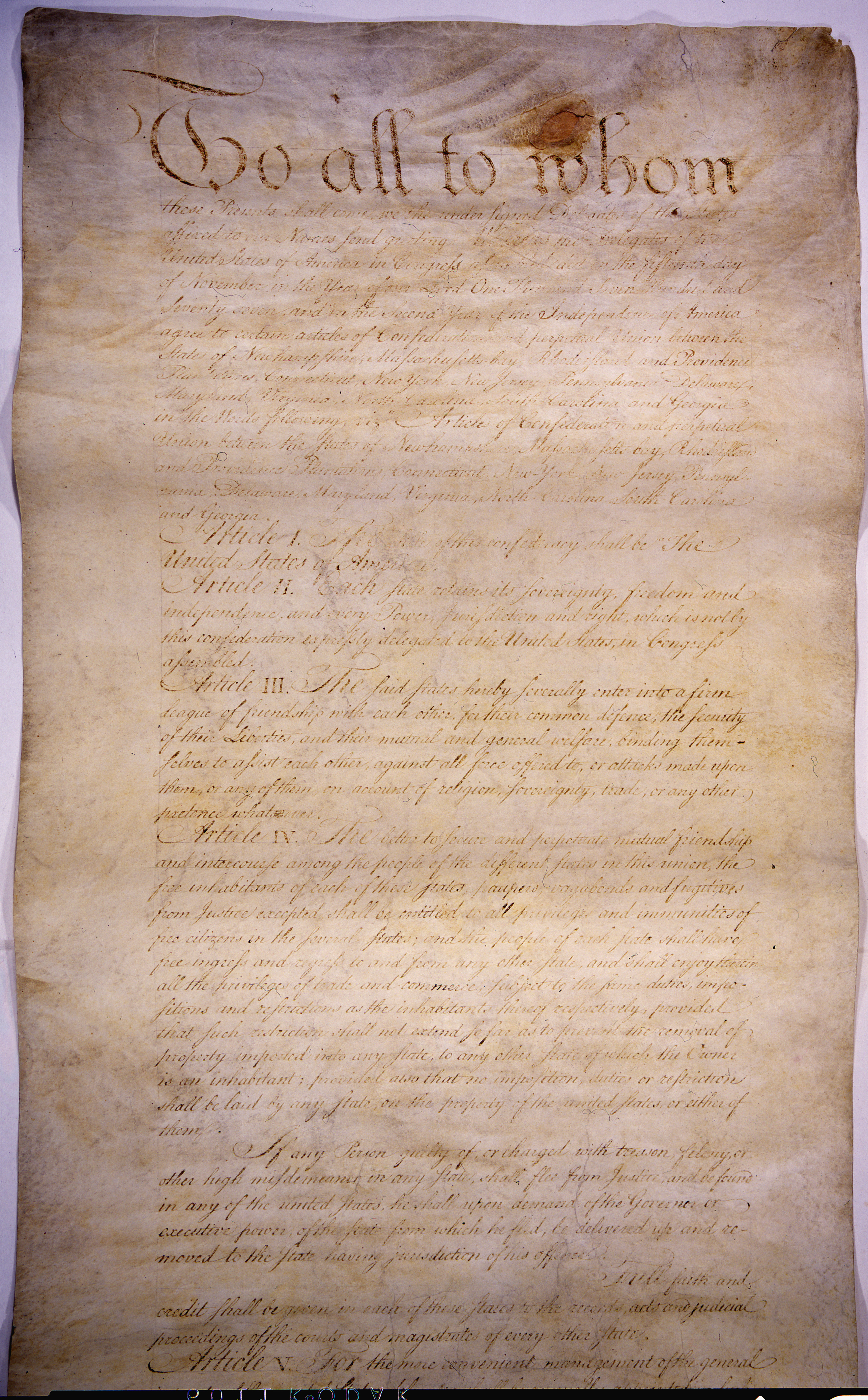
《邦联条例》第1页
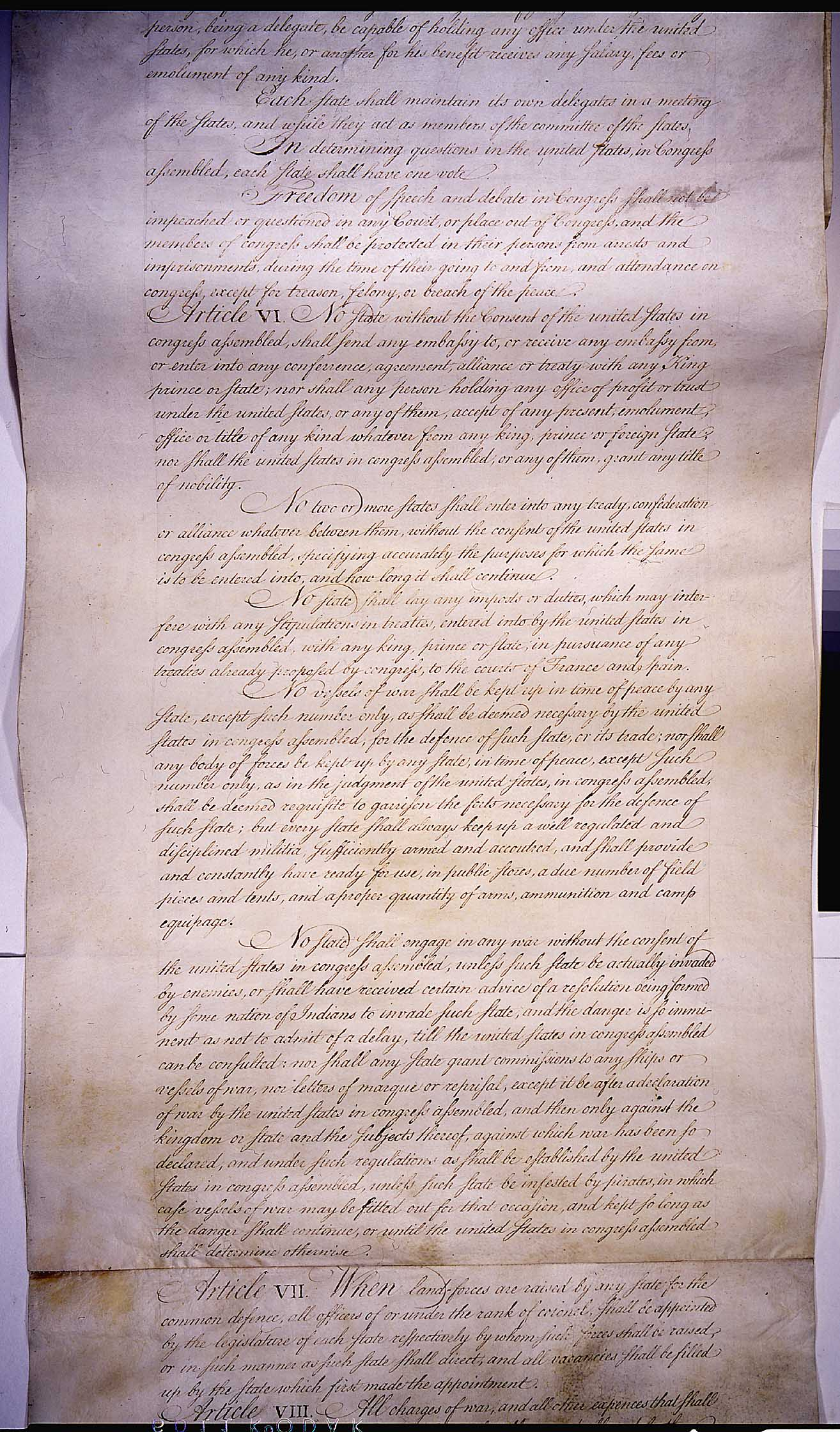
《邦联条例》第2页
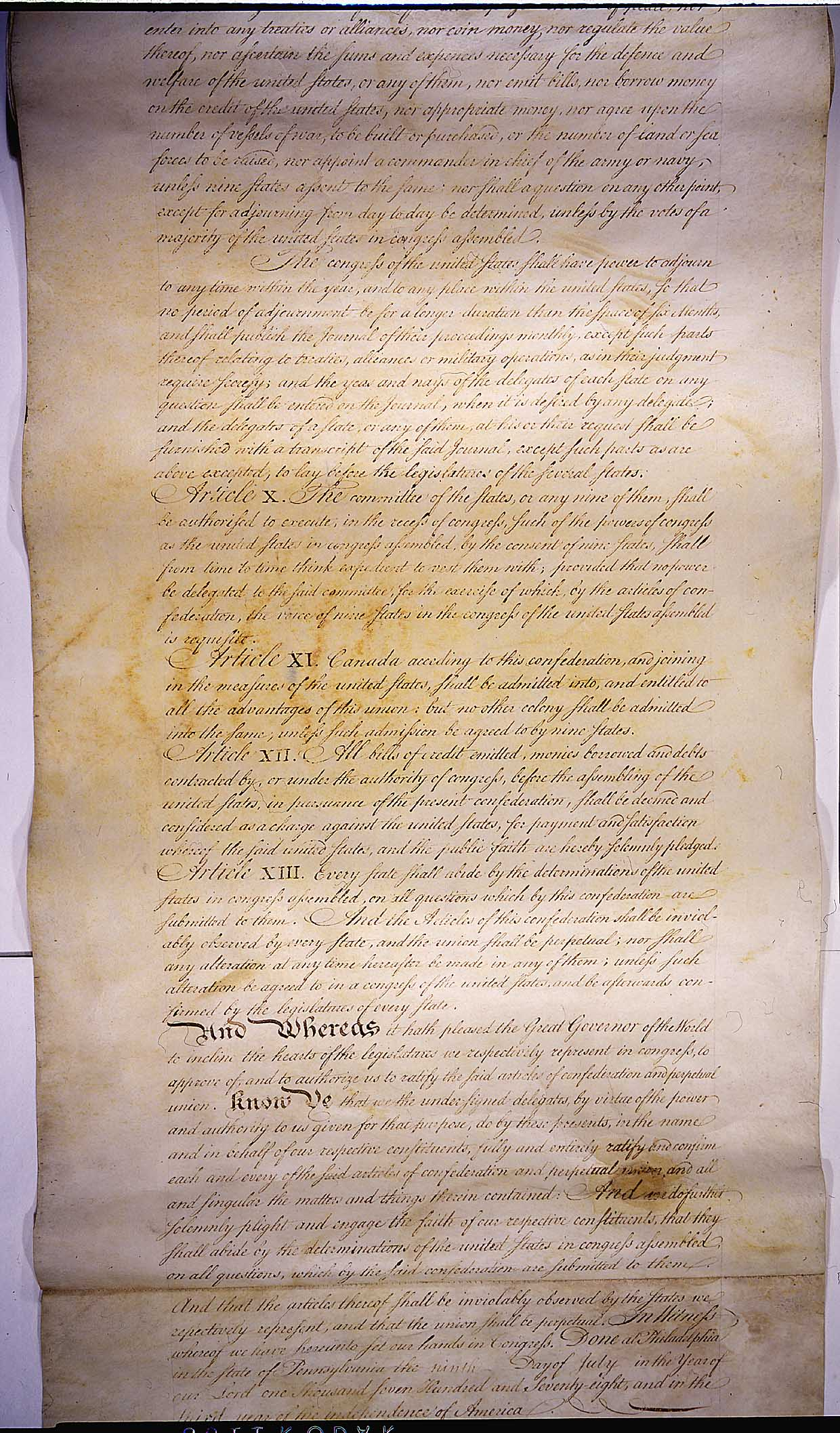
《邦联条例》第3页
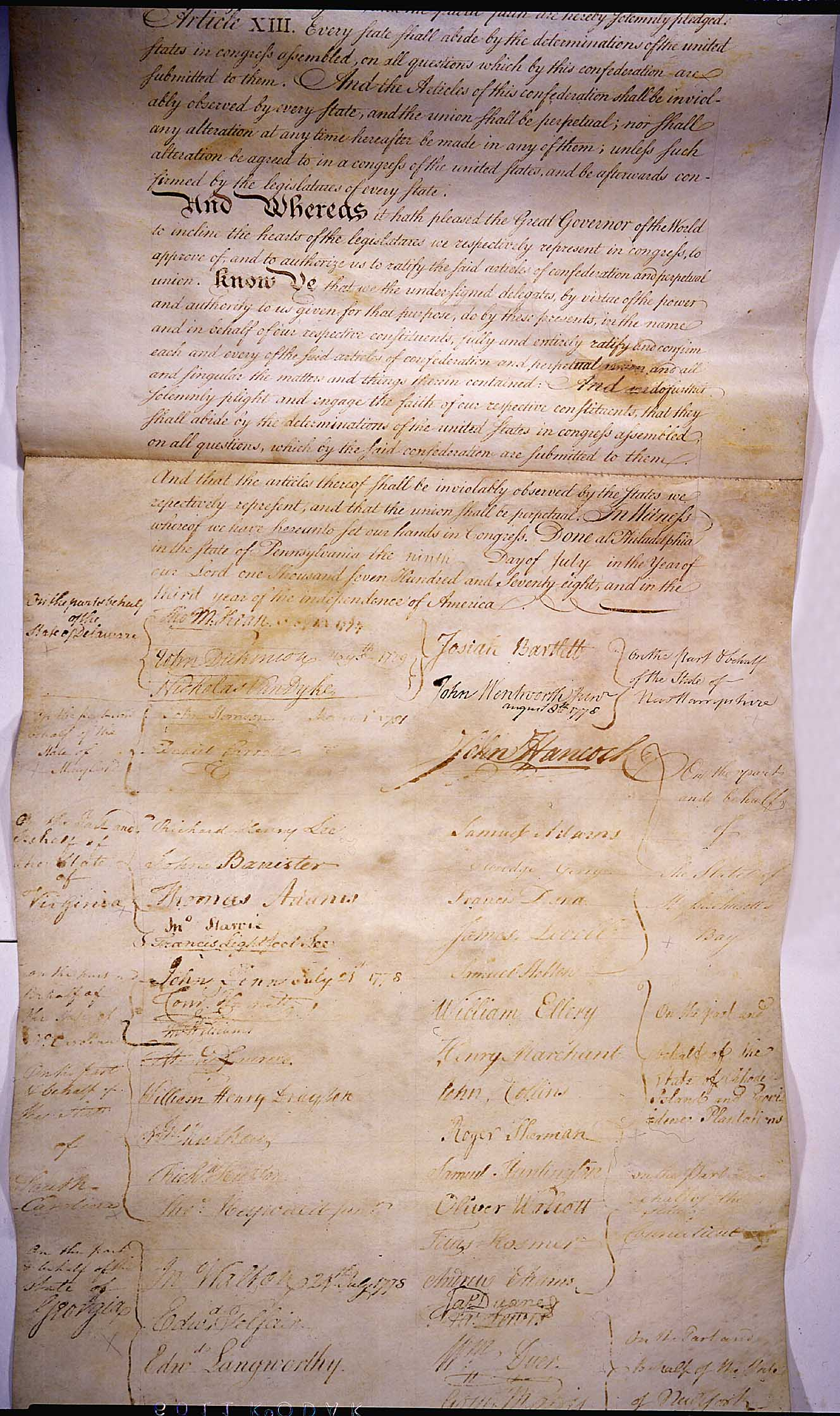
《邦联条例》第4页
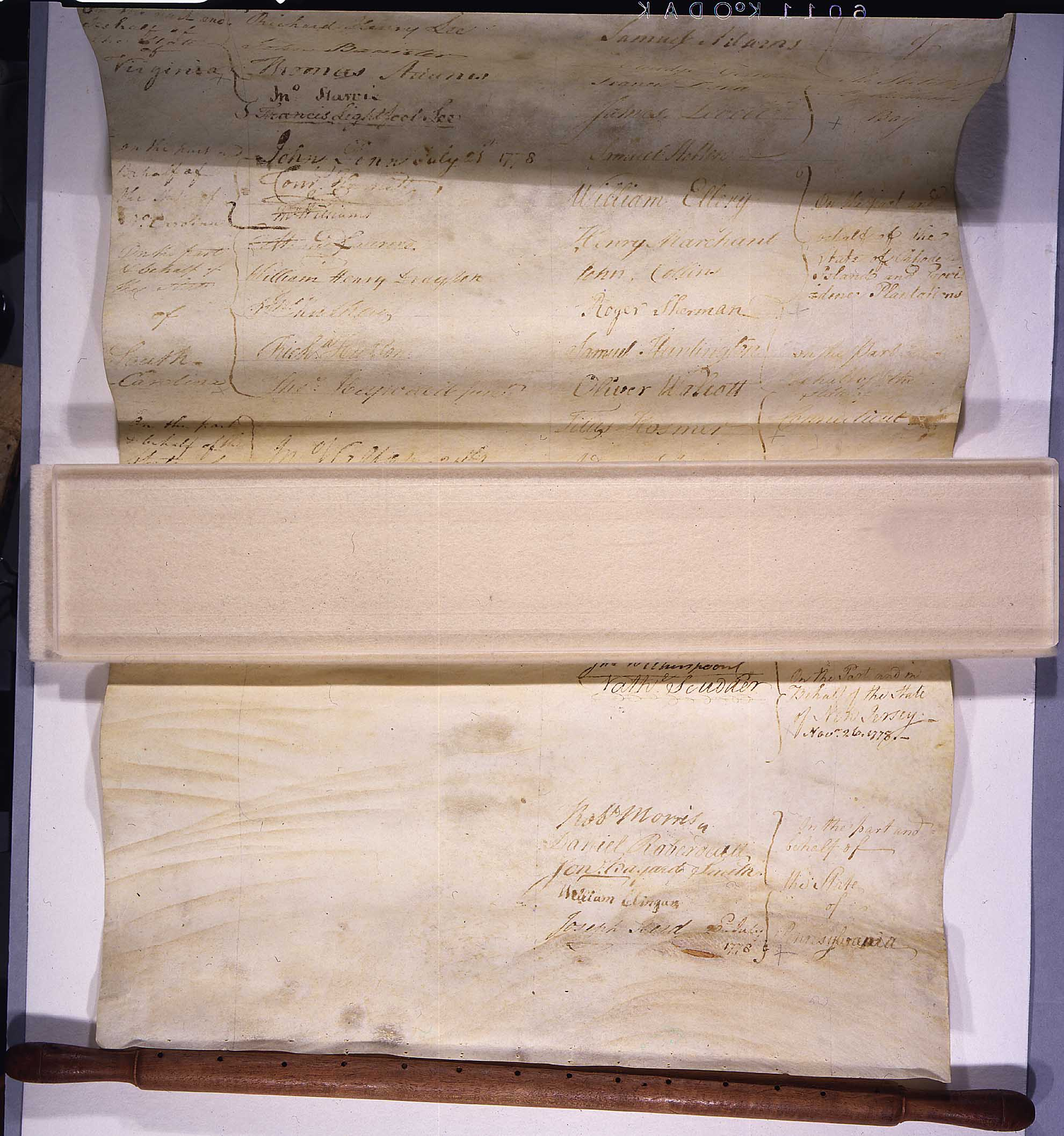
《邦联条例》第5页

## 条例的修订与更改
1786年5月，南卡罗来纳州的查尔斯·平克尼提议议会修改邦联条例，建议的修改包括授予议会在国内外贸易上的权力，并为议会提供从国库收集钱的途径。所有州的一致同意对于条例的修改是必要的，然而议会却未能达成共识。州内部和州间的冲突表现出了条例在建立一个有效的统一政府上的弱点，尤其是在扬言要推翻马萨诸塞州政府的“谢伊斯起义”之后。
1786年1月21日，弗吉尼亚州的立法机关依据詹姆斯·麦迪逊的建议，邀请各州派代表到马里兰州的安纳波利斯讨论如何减少这些州际的冲突。在这个著名的安纳波利斯会议上，出席的少数几个州代表通过了一项议案，呼吁所有州在1787年5月相聚于费城以讨论如何在“大公约”下改善邦联条例。尽管在费城制宪会议的各州代表只被授权修改条例，代表们举行了秘密的闭门会议并编写了新宪法。新宪法赋予中央政府更多的权力，但定性的结果是有争议的。编写者的总体目标是尽可能地接近一个启蒙时期的哲学家所定义的共和国，同时试图解决州际关系中的困难。

1787年，历史学家们给出了许多废除邦联条例必要性的原因。杰尔逊和威尔逊指出条例在金融方面的弱点，以及在议会的规范、规则和体制结构方面的弱点。邦联议会缺乏强制性的直接征税的权利，这使得那些想要一个强大的中央集权的国家或预想受益于这种权力的人产生反感。历史学家拉尔夫·凯查姆首先指出实施国家性措施的失败并非来自于风头正劲的独立意识，而主要来自于所有州共同征税、召人以及从厌战民众中收集用品的巨大困难。第二点原因来自于1783年后邦联议会所面对的实质性问题，特别是无法制定一个有力的对外政策。最后，邦联强制力的缺乏降低了通过政治手段获得利益的可能性，削弱了潜在统治者求权的积极性。

在1783年战争结束时，一些特殊的利益激励人们创建一个如同人们所反抗的英国一样的“商人国家”。尤其是持有战争凭证的人和土地的投机者，他们希望中央政府能还清战争的凭证票面以及将西部有争议的土地持有权合法化。此外，制造商希望有一个能阻碍外国商品的高关税，但在没有中央政府的情况下，各州之间的竞争使得高关税没有可能。
两个邦联政治领袖——纽约州的约翰·杰伊和北卡罗莱纳州的托马斯·伯克认为“来自于各州议会权威依赖于一些州的行为，直到议会的义务实现，废止议会的权力或者从合约中分裂出来的行为都是与原来承诺的条款不一致。”

### 条例的废除
根据自己邦联条例的修改条款（第十三条），在13个州中最后的一个批准新宪法即1790年之前，邦联条例仍然有效。1788年11月之前，在邦联条例之下的议会依然成立以监督各州接受新宪法，并制定选举过程。1788年9月13日，议会宣布新宪法已被必要的九个州批准，并将新总统的选举定于1789年2月的第一个周三，将新政府的交接定于1789年3月的第一个周三，这也意味着邦联条例下的政府走向了尽头。

### 引用
1. ↑  Chadwick p. 469. Phelps pp. 165–166. Phelps wrote:
"It is hardly surprising, given their painful confrontations with a weak central government and the sovereign states, that the former generals of the Revolution as well as countless lesser officers strongly supported the creation of a more muscular union in the 1780s and fought hard for the ratification of the Constitution in 1787. Their wartime experiences had nationalized them."
2. ↑  Puls pp. 174–176
3. 1 2  Henry Cabot Lodge.  I.   [2011-11-14]. （原始内容存档于2021-03-07）.
4. ↑  Ellis 92
5. ↑  Merrill Jensen, The New Nation: A History of the United States During the Confederation, 1781–1789 (1950) pp. 177–233
6. ↑  Stahr p. 105
7. ↑  Stahr pp. 107–108
8. ↑  . ycpai.ycwb.com. 2019-06-18  [2024-03-27]. （原始内容存档于2024-03-27）.
9. ↑  Morris, Richard B. . Harper & Row. 1987.
10. ↑  Benjamin Frankel. . 2003: 17–24.
11. ↑  Tim McNeese, Revolutionary America 1764–1799 (2009) p. 104
12. ↑  John M. Murrin, et al. Liberty, Equality, Power, A History of the American People: To 1877 (2008) p. 187
13. ↑  Merrill Jensen, The Articles of confederation (1959) p. 37
14. ↑  Ron Chernow, Alexander Hamilton (2004)
15. ↑  Ralph Ketcham, Roots of the Republic: American Founding Documents Interpreted, pg. 383 （页面存档备份，存于）
16. ↑  Hendrickson p. 154
17. ↑  Hendrickson p. 153–154
18. ↑  . Memory.loc.gov.   [2011-04-16]. （原始内容存档于2011-03-15）.
19. ↑  .   [2011-04-17]. （原始内容存档于2019-09-03）.

### 书籍
- Burnett, Edmund Cody. . New York, W.W. Norton. 1964.
- Daniel J. Boorstin. . Boston : Beacon Press. 1961.
- Jensen, Merrill. . Madison, University of Wisconsin Press. 1959.

- Alan Edward Bent, Ralph A. Rossum. . Port Washington, N.Y. : Kennikat Press. 1976. ISBN 0804671060.

- Richard B. Morris. . New York : Harper & Row. 1987. ISBN 006015733X.

- Roger H. Brown. . Baltimore : Johns Hopkins University Press. 1993. ISBN 0801844975.

- Forrest McDonald, Ellen S. McDonald. . New York : F. Watts. 1982. ISBN 0531054209.

- 王金虎，侯学华. . 开封市: 河南大学出版社. 2009年5月. ISBN 978-7-81091-942-5.
- 马克·C·卡恩斯，约翰·A·加勒迪；吴金平等译. . 济南市: 山东画报出版社. 2008年9月. ISBN 978-7-80713-582-1.
- 葛腾飞，周桂银. . 北京市: 世界知识出版社. 2007. ISBN 978-7-5012-3022-8.
- 田耀主编. . 沈阳市: 辽宁大学出版社. 2008. ISBN 978-7-5610-5633-2.

- 莫斯特著；刘永艳，宁春辉译. . 北京市: 中共党史出版社. 2006年9月. ISBN 7-80199-564-3.

- 纪念美国宪法颁布二百周年委员会编著；劳娃、许旭译. . 北京市: 清华大学出版社. 2006. ISBN 7-302-12295-4.

- 赵晓兰. . 上海市: 复旦大学出版社. 2001. ISBN 7-309-02905-4.

- 赵宝云. . 北京市: 中国人民公安大学出版社. 2005年8月. ISBN 7-81109-154-2.